# Паунови паяци
Пауновите паяци (Maratus) са род скачащи паяци от подсемейство Euophryinae.

## Описание
Пауновите паяци са малки паяци с обща дължина на тялото около 4 – 5 mm, а понякога и по-малка. Притежават висока степен на полов диморфизъм. Мъжките имат подобна на паун окраска на дорзалната (горна) повърхност на корема. Не всички видове имат ярки цветове, като Maratus vespertilio например, който е загадъчно оцветен. Коремната окраска се използва при ухажване, както също и при агресивни взаимодействия между конкурентни мъжки видове. При почти всички видове мъжките имат сравнително по-дълги трети крака, често ярко оформени, които също се използват в процеса на ухажване.
Тези паяци имат отлично зрение, с възможност да виждат най-малко в два цвята – зелено и ултравиолетово.

## Разпространение
Всички видове от този род са разпространени в Австралия, с изключение на Maratus furvus, които се среща в Китай.

## Класификация
Род Паунови паяци
- Вид Maratus albus Otto & Hill, 2016
- Вид Maratus amabilis Karsch, 1878
- Вид Maratus anomaliformis (Zabka, 1987)
- Вид Maratus anomalus (Karsch, 1878)
- Вид Maratus aurantius Otto & Hill, 2017
- Вид Maratus australis Otto & Hill, 2016
- Вид Maratus avibus Otto & Hill, 2014
- Вид Maratus bitaeniatus (Keyserling, 1882)
- Вид Maratus bubo Otto & Hill, 2016
- Вид Maratus caeruleus Waldock, 2013
- Вид Maratus calcitrans Otto & Hill, 2012
- Вид Maratus chlorophthalmus (Simon, 1909)
- Вид Maratus chrysomelas (Simon, 1909)
- Вид Maratus cinereus Otto & Hill, 2017
- Вид Maratus clupeatus Otto & Hill, 2014
- Вид Maratus dialeucus (L. Koch, 1881)
- Вид Maratus digitatus Otto & Hill, 2012
- Вид Maratus elephans Otto & Hill, 2015
- Вид Maratus eliasi Baehr & Whyte, 2016
- Вид Maratus fimbriatus Otto & Hill, 2016
- Вид Maratus furvus (Song & Chai, 1992)
- Вид Maratus griseus (Keyserling, 1882)
- Вид Maratus harrisi Otto & Hill, 2011
- Вид Maratus heteropogon (Simon, 1909)
- Вид Maratus hortorum Waldock, 2014
- Вид Maratus jactatus Otto & Hill, 2015
- Вид Maratus julianneae Baehr & Whyte, 2016
- Вид Maratus karrie Waldock, 2013
- Вид Maratus karschi (Zabka, 1987)
- Вид Maratus kiwirrkurra Baehr & Whyte, 2016
- Вид Maratus kochi (Zabka, 1987)
- Вид Maratus lentus Otto & Hill, 2017
- Вид Maratus leo Otto & Hill, 2014
- Вид Maratus licunxini Baehr & Whyte, 2016
- Вид Maratus linnaei Waldock, 2008
- Вид Maratus literatus Otto & Hill, 2014
- Вид Maratus lobatus Otto & Hill, 2016
- Вид Maratus madelineae Waldock, 2014
- Вид Maratus maritimus Otto & Hill, 2014
- Вид Maratus melindae Waldock, 2013
- Вид Maratus michaelorum Baehr & Whyte, 2016
- Вид Maratus michaelseni (Simon, 1909)
- Вид Maratus montanus Otto & Hill, 2014
- Вид Maratus mungaich Waldock, 1995
- Вид Maratus neptunus Otto & Hill, 2017
- Вид Maratus nigriceps (Keyserling, 1882)
- Вид Maratus nigromaculatus (Keyserling, 1883)
- Вид Maratus obscurior (Simon, 1909)
- Вид Maratus ottoi Baehr & Whyte, 2016
- Вид Maratus pardus Otto & Hill, 2014
- Вид Maratus pavonis (Dunn, 1947)
- Вид Maratus personatus Otto & Hill, 2015
- Вид Maratus piliger (Keyserling, 1882)
- Вид Maratus pilosus (Keyserling, 1882)
- Вид Maratus plumosus Otto & Hill, 2013
- Вид Maratus proszynskii Waldock, 2015
- Вид Maratus purcellae Otto & Hill, 2013
- Вид Maratus rainbowi (Roewer, 1951)
- Вид Maratus robinsoni Otto & Hill, 2012
- Вид Maratus sarahae Waldock, 2013
- Вид Maratus sceletus Otto & Hill, 2015
- Вид Maratus scutulatus (L. Koch, 1881)
- Вид Maratus speciosus (O. Pickard-Cambridge, 1874)
- Вид Maratus speculifer (Simon, 1909)
- Вид Maratus spicatus Otto & Hill, 2012
- Вид Maratus tasmanicus Otto & Hill, 2013
- Вид Maratus tessellatus Otto & Hill, 2016
- Вид Maratus velutinus Otto & Hill, 2012
- Вид Maratus vespa Otto & Hill, 2016
- Вид Maratus vespertilio (Simon, 1901)
- Вид Maratus vittatus (Keyserling, 1881)
- Вид Maratus volans (O. Pickard-Cambridge, 1874)
- Вид Maratus vultus Otto & Hill, 2016
- Вид Maratus watagansi Otto & Hill, 2013